# 예봉중학교
예봉중학교(禮峰中學校)는 대한민국 경기도 남양주시 와부읍 덕소리에 있는 공립 중학교이다.

## 학교 연혁
- 2007년 10월 30일 : 준공(2005 BTL 추진학교)
- 2008년 3월 1일 : 초대 강영숙 교장 취임
- 2008년 3월 3일 : 제1회 신입생 입학(388명)
- 2008년 5월 29일 : 개교기념식(타임캡슐 봉안)
- 2008년 12월 16일 : 경기도교육청 지정 명품학교 인증
- 2009년 3월 1일 : 교원능력평가 선도학교 운영(2009.03~2010.02)
- 2010년 10월 1일 : 잔디운동장 개장
- 2011년 7월 1일 : 창의경영 ‘학교체육활성화’ 운영(2011.07 ~ 2014.02)
- 2022년 9월 1일 : 제6대 이영희 교장 부임
- 2023년 1월 5일 : 제13회 졸업 (255명)
- 2023년 3월 2일 : 신입생 8학급 226명 입학

## 참고 자료
- 예봉중학교 - 한국교육학술정보원 학교알리미